# وسپر
وسپر (ارمنی: Վեսպեր؛  زادهٔ ۲۸ آوریل ۱۸۹۳ - درگذشته ۲۰ سپتامبر ۱۹۷۷) ترجمه، نثر و شاعر اهل ارمنستان بود.

## زندگی‌نامه
وی در ۲۸ آوریل ۱۸۹۳ در وان به دنیا آمد و از دانشگاه دولتی ایروان فارغ‌التحصیل گشت. وی عضو اتحادیه نویسندگان اتحاد شوروی بود. وی همچنین برندهٔ جوایزی همچون چهره فرهنگی شایسته ارمنستان شوروی شده است. وی در ۲۰ سپتامبر ۱۹۷۷ در سن ۸۴ سالگی در ایروان درگذشت.